# La Petite Bédéthèque des savoirs

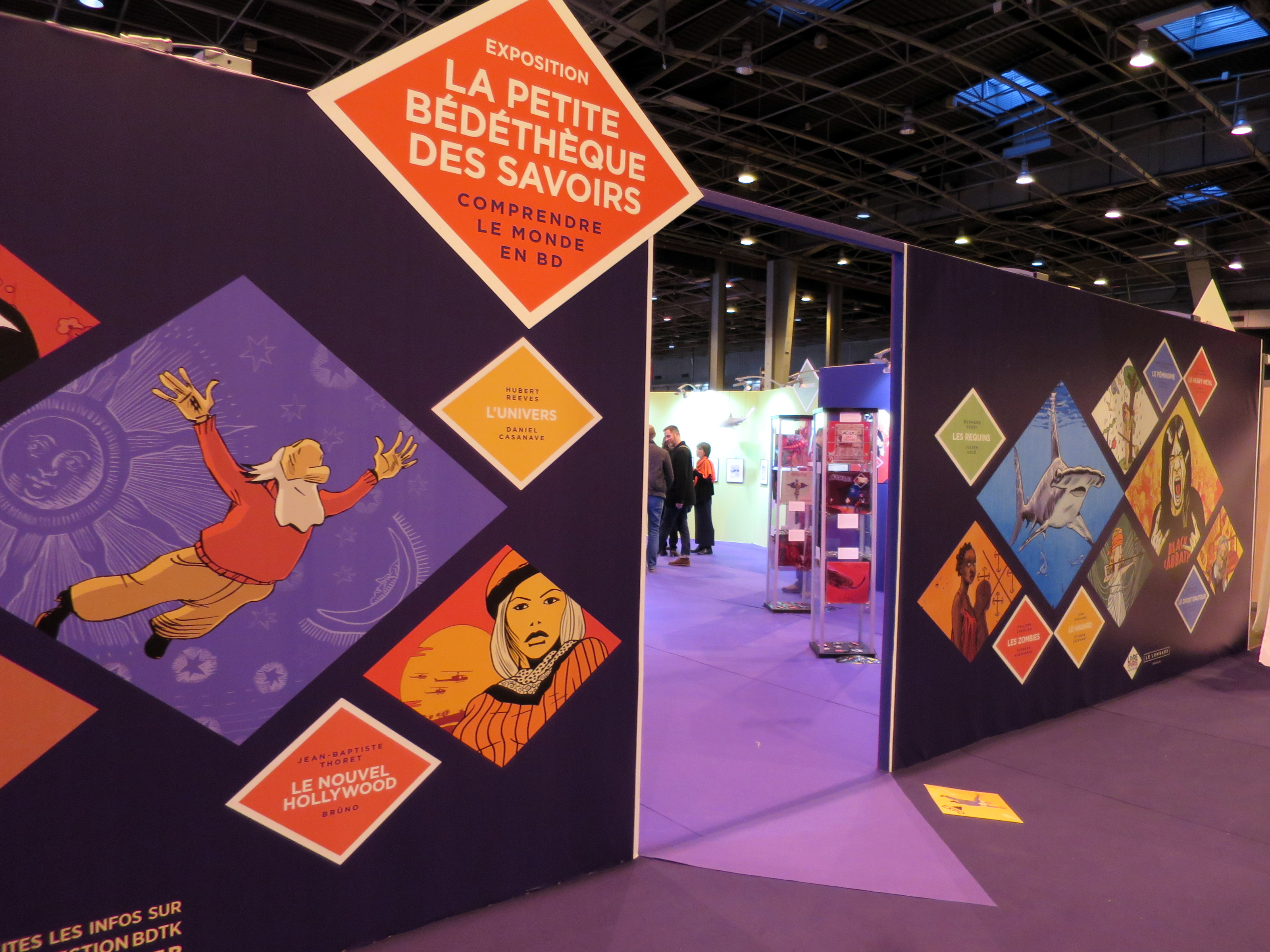
L'entrée de l'exposition consacrée à la Petite Bédéthèque des savoirs lors du Salon du livre de Paris en 2016

La Petite Bédéthèque des savoirs est une collection de bandes dessinées pédagogiques publiée par les éditions Le Lombard sous la direction de David Vandermeulen. L'éditrice est Nathalie Van Campenhoudt et le concepteur graphique, Elhadi Yazi (Télérama, les Inrockuptibles, la Revue dessinée, etc.). Le principe de la Petite Bédéthèque des savoirs est d'associer un essayiste scientifique reconnu dans son domaine à un auteur de bande dessinée. Sept catégories sont traitées : histoire, pensée, technique, science, culture, nature et société. Pour leur ambition didactique autant que pour leur format (13,9 × 19,6 cm), les albums de la Petite Bédéthèque des savoirs sont souvent comparés aux collections Que sais-je ? et Découvertes Gallimard. Cette collection s'inscrit dans une tendance éditoriale plus générale avec la Revue dessinée, la collection Sociorama chez Casterman, Octopus chez Delcourt, les bandes dessinées de Marion Montaigne (qui signe d'ailleurs le premier titre de la collection), etc.

Le rythme de parution initial était de douze titres par an, édités par salves de quatre albums. À présent les albums sortent deux par deux. 

Des albums de la collection sont adaptés par des éditeurs étrangers : États-Unis, Turquie, Chine, Corée du Sud, etc. Certaines collaborations sont amenées à se poursuivre hors de la petite bédéthèque, comme Hubert Reeves et Daniel Casanave qui sont aussi co-auteurs d'un ouvrage sur la biodiversité dans une autre collection du même éditeur. D'autres auteurs mis en contact pour la collection poursuivent leur collaboration chez d'autres éditeurs, comme Anne-Charlotte Husson et Thomas Mathieu ou Ivar Ekeland et Étienne Lécroart.

## Albums

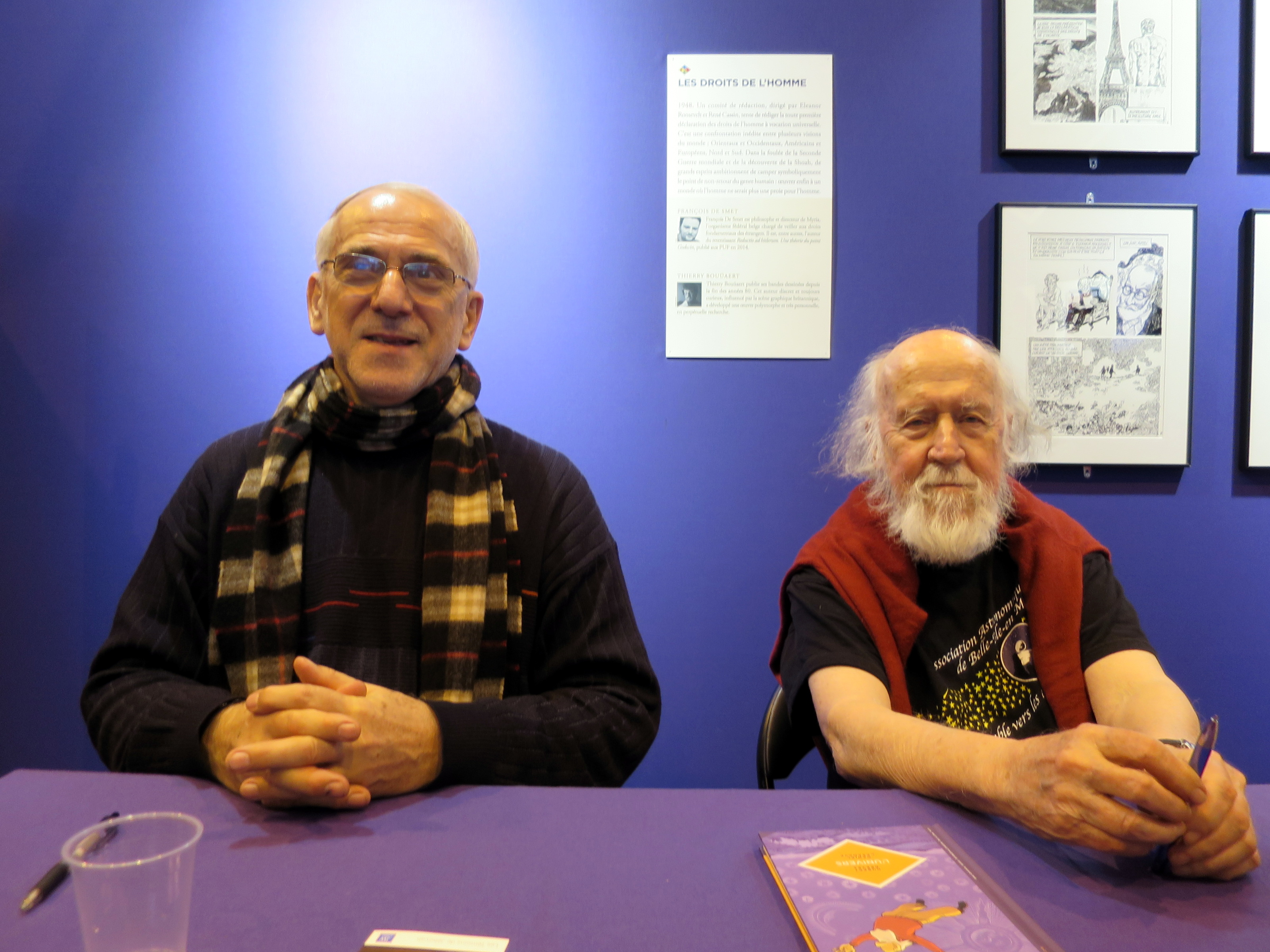
Bernard Séret et Hubert Reeves, deux des premiers auteurs de la Petite bédéthèque des savoirs

1. Marion Montaigne (dessin) et Jean-Noël Lafargue (scénario), L'Intelligence artificielle : fantasmes et réalités, Bruxelles, le Lombard, 2016, 72 p. (ISBN 978-2-8036-3638-9)
2. Hubert Reeves (scénario) et Daniel Casanave (dessin), L'Univers : créativité cosmique et artistique, Bruxelles, le Lombard, 2016, 72 p. (ISBN 978-2-8036-3638-9)
3. Julien Solé (dessin) et Bernard Séret (scénario), Les Requins : Les connaitre pour les comprendre, 2016, 72 p.
4. Jacques de Pierpont (scénario) et Hervé Bourhis (dessin), Le Heavy Metal : de Black Sabbath au Hellfest, Bruxelles, le Lombard, 2016, 72 p. (ISBN 978-2-8036-3640-2)
5. Fabrice Neaud (dessin) et Emmanuel Pierrat (scénario), Le Droit d'auteur : Un dispositif de protection des œuvres, Bruxelles, le Lombard, 2016, 80 p. (ISBN 978-2-8036-3637-2)
6. Étienne Lécroart (dessin) et Ivar Ekeland (scénario), Le Hasard : Une approche mathématique, Bruxelles, le Lombard, 2016, 72 p. (ISBN 978-2-8036-3739-3)
7. Brüno (dessin) et Jean-Baptiste Thoret (scénario), Le Nouvel Hollywood : d'Easy Rider à Apocalypse Now, Bruxelles/Paris, le Lombard / Dargaud, 2016, 96 p. (ISBN 978-2-8036-3694-5)
8. Alfred (dessin) et Jérôme Pierrat (scénario), Le Tatouage : Histoire d'une pratique ancestrale, Bruxelles/Paris, Le Lombard, 2016, 72 p. (ISBN 978-2-8036-7008-6)
9. Benoît Feroumont (dessin) et Nathalie Heinich (scénario), L'Artiste contemporain : Sociologie de l'art d'aujourd'hui, Bruxelles, le Lombard, 2016, 72 p. (ISBN 978-2-8036-7004-8)
10. Agnès Maupré (dessin) et Laurent de Sutter (scénario), Histoire de la prostitution : de Babylone à nous jours, Bruxelles, le Lombard, 2016, 80 p. (ISBN 978-2-8036-3742-3)
11. Thomas Mathieu (dessin) et Anne-Charlotte Husson (scénario), Le Féminisme : en sept slogans et citations, Bruxelles, le Lombard, 2016, 96 p. (ISBN 978-2-8036-3740-9)
12. Christian Rosset (scénario) et Jochen Gerner (dessin), Le Minimalisme : Moins c'est plus, Bruxelles/Paris, le Lombard / diffusion Dargaud-Lombard, 2016, 88 p. (ISBN 978-2-8036-7017-8)
13. Jake Raynal (dessin) et Christophe Bourseiller (scénario), Les Situationnistes : la révolution de la vie quotidienne, Bruxelles, le Lombard, 2017, 71 p. (ISBN 978-2-8036-3741-6)
14. Terreur Graphique (dessin) et Christian Delporte (scénario), La Communication politique : l'art de séduire pour convaincre, Bruxelles, le Lombard, 2017, 71 p. (ISBN 978-2-8036-3736-2)
15. Guillaume Bouzard (dessin) et Olivier Bras (scénario), Le Rugby : des origines au jeu moderne, Bruxelles/Paris, le Lombard, 2017, 71 p. (ISBN 978-2-8036-3733-1)
16. Thierry Bouüaert (dessin) et François de Smet (scénario), Les Droits de l'homme : une idéologie moderne, Bruxelles, le Lombard, 2017, 87 p. (ISBN 978-2-8036-3737-9)
17. Mathieu Burniat (dessin) et Jean-Noël Lafargue (scénario), Internet : au-delà du virtuel, Bruxelles/Paris, le Lombard, 2017, 103 p. (ISBN 978-2-8036-3743-0)
18. Abdel de Bruxelles (dessin) et Vladimir Grigorieff (scénario), Le Conflit israélo-palestinien : deux peuples condamnés à cohabiter, Bruxelles, le Lombard, 2017, 103 p. (ISBN 978-2-8036-3738-6)
19. Philippe Charlier (scénario) et Richard Guérineau (dessin), Les Zombies : La vie au-delà de la mort, Bruxelles, le Lombard, 13 octobre 2017, 72 p. (ISBN 978-2-8036-7160-1)
20. Yves Le Conte (scénario) et Jean Solé (dessin), Les Abeilles : Les connaître pour mieux les protéger, Bruxelles/Paris, le Lombard, 13 octobre 2017, 72 p. (ISBN 978-2-8036-3734-8)
21. Pochep (dessin) et David le Breton (scénario), L'Adolescence : Un âge à part entière, Bruxelles, le Lombard, 2017, 88 p. (ISBN 978-2-8036-7110-6)
22. Romain Dutreix (dessin) et Pierre Zaoui (scénario), Le Libéralisme : Enquête sur une galaxie floue, Bruxelles, le Lombard, 2018, 104 p. (ISBN 978-2-8036-7159-5)
23. Léonie Bischoff (dessin) et Thomas Römer (scénario), Naissance de la Bible : Comment elle a été écrite, Bruxelles/Paris, le Lombard, 2018, 80 p. (ISBN 978-2-8036-7101-4)
24. Romain Dutreix (dessin) et Pierre Zaoui (scénario), Crédulité et rumeurs : Faire face aux théories du complot et aux fake news, Bruxelles, le Lombard, 2018, 72 p. (ISBN 978-2-8036-7245-5)
25. David B (dessin) et Jérôme Pierrat (scénario), Le grand banditisme : une histoire de la pègre française, 2018, 72 p.
26. Clémentine Mélois (dessin) et Jan Baetens (scénario), Le Roman-Photo, Bruxelles, le Lombard, 2017, 88 p. (ISBN 978-2-8036-7161-8)
27. Antoine Balzeau (scénario) et Pierre Bailly (dessin), Homo Sapiens : Histoire(s) de notre humanité, Bruxelles, le Lombard, 2019, 88 p. (ISBN 978-2-8036-7272-1)
28. Danièle Linhart (scénario) et Zoé Thouron (dessin), Le Burn out : Travailler à perdre la raison, Bruxelles, le Lombard, 2019, 71 p. (ISBN 978-2-8036-7303-2)
29. Véronique Bergen (scénario) et Winshluss (dessin), L'anarchie : Théories et pratiques libertaires, Bruxelles, le Lombard, 2019, 88 p. (ISBN 978-2-8036-7578-4)